# 杭州オリンピック・スポーツ・エキスポセンター
杭州オリンピック・スポーツ・エキスポセンター（こうしゅうオリンピック・スポーツ・エキスポセンター、簡体字：杭州奥体博览城、英語: Hangzhou Olympic Sports Expo Center）は、中華人民共和国浙江省杭州市にあり、一部建設中のスポーツ・コンプレックス。スポーツのみならず、博覧会などの国際的文化イベント会場や、見本市、レジャー施設などが集積した総合施設群 である。
杭州オリンピック・スポーツ・エキスポセンターは杭州市の浜江区と蕭山区の土地にあり、銭塘江南岸で両区を分ける七甲河左岸で浜江区の地域にメインスタジアム、テニスセンター、地下鉄6号線奥体中心駅の駅ビルがあり、七甲河右岸の蕭山区の地域に体育館・水泳場、杭州エキスポセンター、総合訓練館とツインタワー「杭州世紀中心」、地下鉄6号線博覧中心駅の駅ビルがある。

## 概要
2006年建設計画策定、2007年に計画認可、2009年に建設開始 した。一部のスポーツ施設は市民に無料開放される予定。また、2023年に開催された2022年アジア競技大会の主要会場として使用された。

## 主要施設

### メインスタジアム
建設面積22.9万平方メートル（うち地下建設面積6.1平方メートル）。陸上競技とサッカーの国際大会を開催出来る設備である。観客席は8万席で三層に分かれ、北側は銭塘江の景色が見えるように切れて開いている。外観設計は絹の質感とダイナミックな銭塘江の流れをコンセプトとしていて、28枚の大きな花弁と27枚の小さな花弁で構成されている。
メインフロアと地下一階はスポーツ競技用のスペースと、杭州無形文化遺産保護センター、杭州大衆文化活動センターと中国印様博物館の新館が入る。2階部分は環状のプラットフォームになっていて、テニスセンターに連結されている。スタジアムは市民に無料で開放される予定。

### テニスセンター

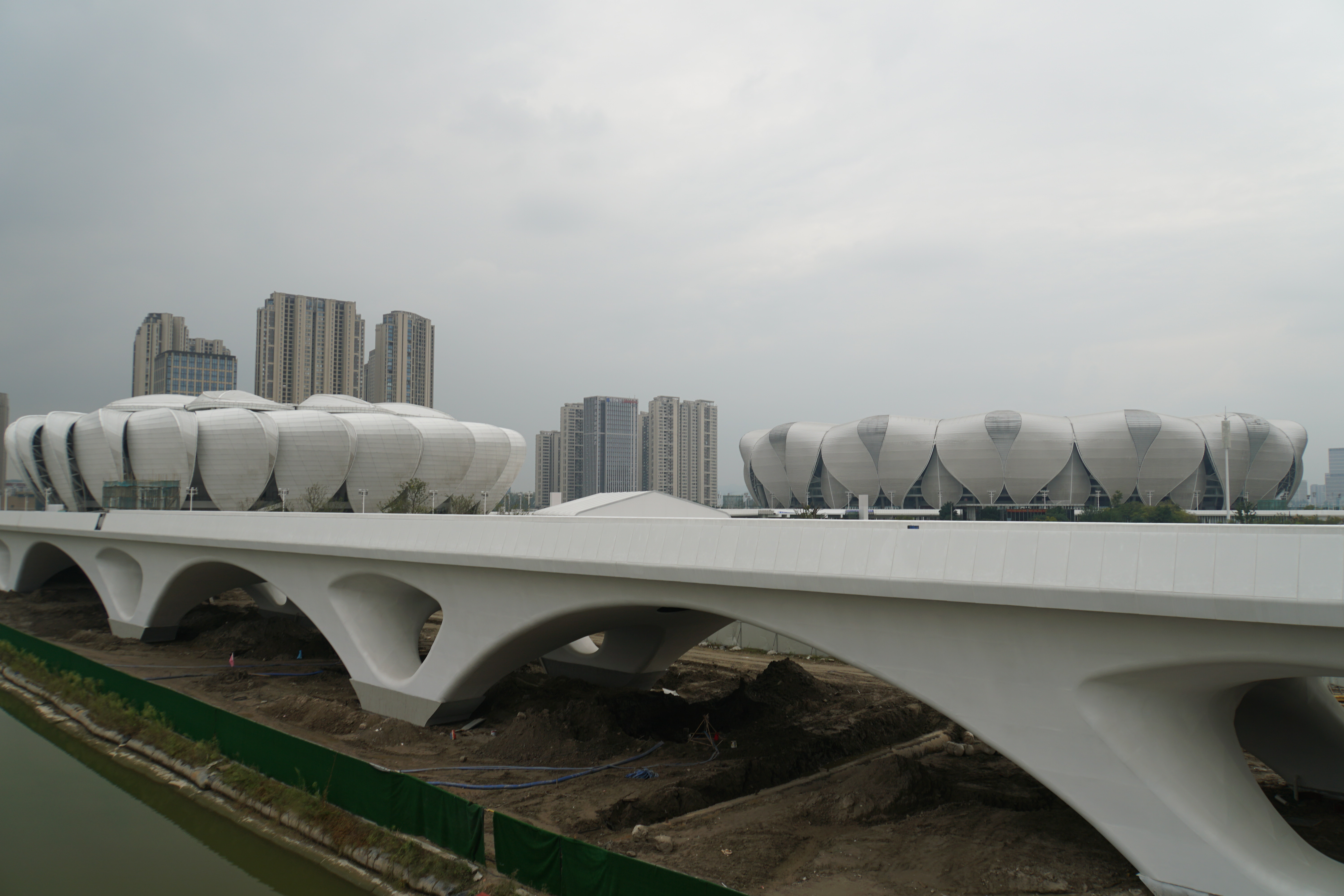
テニスセンター（左）とスタジアム（右）、2018年10月

建設面積40,930平方メートル、総座席数15,600席（うちセンターコート10,000席、サブセンターコート2面に各2,000席を含む）。他に8面の予選会場、10面練習場と2面の屋内コートからなる。国際的テニス大会標準に準拠し設計されている。メインスタジアムとプラットフォームで連結している。内部改造後、テニスセンターでは2018年世界短水路選手権を開催した。

### 杭州国際博覧中心
杭州国際博覧中心は、建設面積84万平方メートル（うち地下部分30.8万平方メートル）、国際標準ブース7,500小間、総合会議室28部屋などを含む。コンベンションセンター、ルーフガーデン、地下ショッピングセンター、地下駐車場など5区画がある。2013年12月竣工。
2016年のG20サミットの主会場として使用された。

### 体育館・水泳場

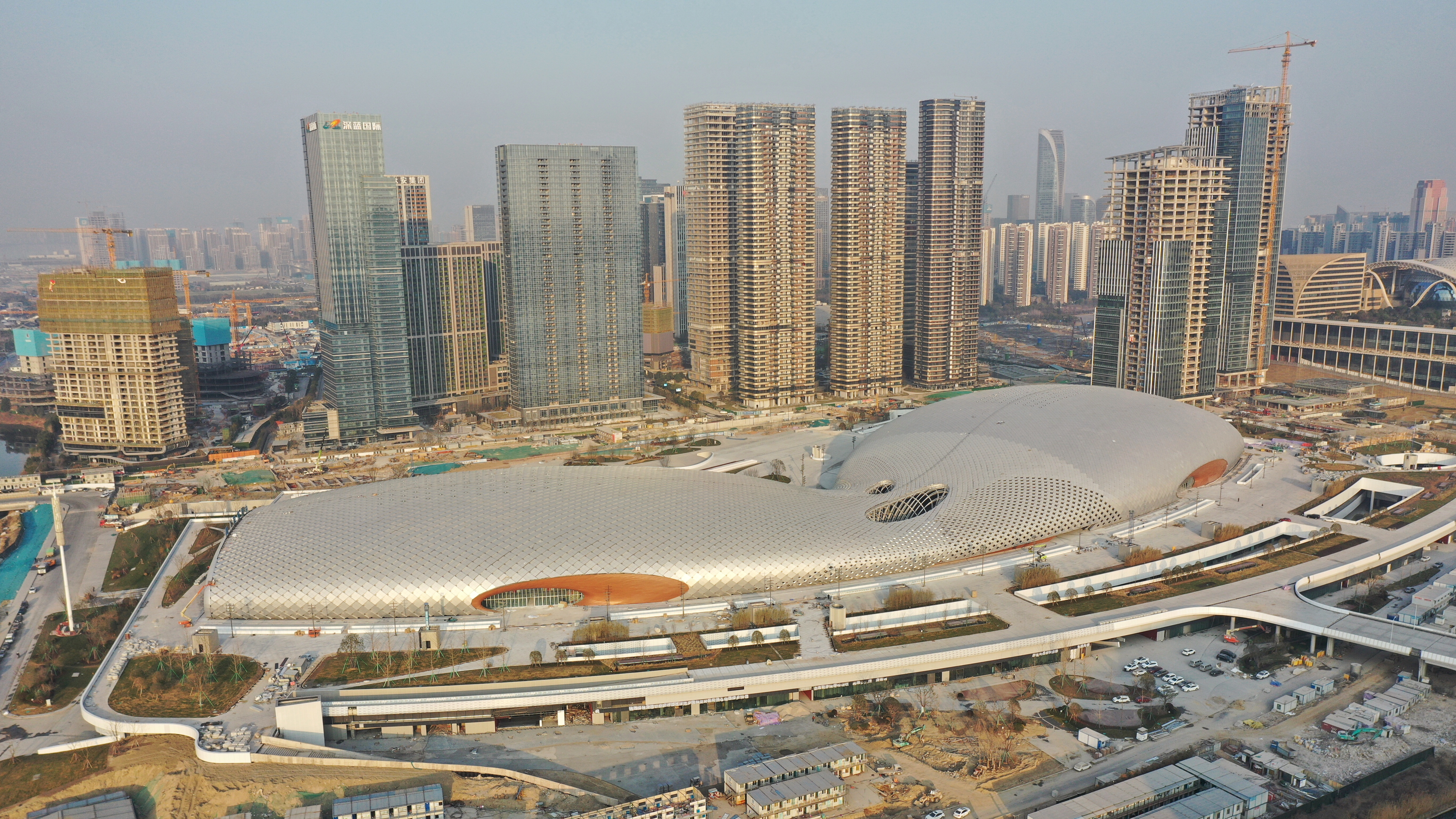
体育館・水泳場

総建築面積は39.7万平方米メートル。18,000席（うち2,000席はアクティブシート）の体育館では、バスケットボール、バドミントン、バレーボール、卓球、ハンドボール、体操競技、ボクシング、武術、フットサルなどインドアスポーツ大会が開催出来る。
6000席（うち2,500席は移動可能）の水泳場は水泳、飛込競技大会とトレーニング用に50m×25mプールと、25m×25mの飛込用プール、トレーニング館には50m×16m温水プールがある。
外観はビキニの様だと言われた。

### 総合トレーニングセンター
建設面積は18万平方メートル。

### 超高層ツインタワー
「杭州世紀中心」（杭州之門（中国語:杭州之门）と呼ばれている。

## 交通アクセス

### 鉄道
- 杭州地下鉄：奥体中心駅(6号線・7号線)・博覧中心駅(6号線)

### 道路
- 銭江二橋、銭江三橋、慶春路過江トンネル、青年路トンネルなど